# فیلیپس وست (مینیاپولیس)
فیلیپس وست (به انگلیسی: Phillips West) یک منطقهٔ مسکونی در ایالات متحده آمریکا است که در مینیاپولیس واقع شده‌است. فیلیپس وست ۴٬۷۲۷ نفر جمعیت دارد.